# Premier bilan après l'Apocalypse
Premier bilan après l'Apocalypse est un essai écrit en 2011 par Frédéric Beigbeder, publié aux éditions Grasset, qui fait suite au Dernier inventaire avant liquidation, sorti en 2001.
L'auteur livre sa liste de ses cent livres préférés, de Christian Kracht à Bret Easton Ellis, en passant par des classiques (Gide, Sagan, Salinger, etc.) et des contemporains (Liberati, Dustan, Despentes, etc.).